# Heminoemacheilus
Heminoemacheilus és un gènere de peixos de la família dels balitòrids i de l'ordre dels cipriniformes. que es troba a Àsia: és un endemisme de la Xina.

## Taxonomia
- Heminoemacheilus hyalinus (Lan, Yang & Chen, 1996)[4]
- Heminoemacheilus zhengbaoshani (Zhu & Cao, 1987)[5][2][6][7][8]